# Mencía González
Mencía González (siglo XV) fue una médica, probablemente judía, que ejerció la profesión en Aranda de Duero (Burgos) a finales del siglo XV. Se sabe de ella gracias a los estudios del académico López Gómez, que ha estudiado las circunstancias del proceso contra ella en la Chancillería de Valladolid. Se la acusaba de haber ejercido la medicina ilegalmente en Aranda.

## Mujer y asistencia sanitaria en la Castilla medieval
Según el profesor López Gómez, en el reino de Castilla, las disposiciones que regulaban la práctica de las profesiones sanitarias ser referían tanto a hombres como a mujeres, así como a judíos, moros y cristianos. Este hecho deja claro que las mujeres tenían un papel el fomento y conservación de la salud, y que ejercían actividades sanadoras regularmente, no solo en lo relativo a la salud propia de las mujeres, sino a todo tipo de enfermedades. Esto parece aún más notorio en el caso de las mujeres judías.
Está constatado que en los siglos XIV y XV, las mujeres no solo actuaron en aquellos aspectos de la fisiología y la patología femeninas, en las que parecía inapropiada la intervención de un médico varón, ni tampoco que se limitaran al marco de su familia o comunidad. En algunos casos se les concedieron licencias para el ejercicio de la medicina y la cirugía, por parte de reyes y responsables municipales.
En el reino de Aragón, la concesión de licencias a las mujeres era incluso mucho más habitual.

## Proceso contra Mencía González
El licenciado Francisco de Tapia, juez de residencia en Aranda de Duero, procediendo de oficio a resultas de alguna delación, abrió información contra Mencía González porque ella curaba de física y medicina y sangraba a algunas personas que estaban dolientes. A resultas de la investigación mandó prenderla, y ay presa, presentó una carta de examen que la autorizaba para lo anteriormente dicho. El juez examinó la licencia y escuchó las alegaciones de Mencía, pero dictaminó que la susodicha se había extralimitado en el ejercicio de sus funciones por «averse entrometido a curar algunas curas las cuales ella non podía fazer, porque en derecho los ombres avían de ser sabidos y leydos  y experimentados». A consecuencia de ello debía desterrarla de la dicha villa y además prohibirle «curar más de cosa física en ninguna manera so pena de muerte, lo cual mandó que sy el contrario fiscyese, lo que Dios no quisiese, fuese executada en ella de horca». El licenciado preconizaba una formación universitaria que Mencía no poseía, ya que la universidad sí estaba vedada a las mujeres.

### La apelación
Mencía González no se arredró y presentó apelación ante la Chancillería de Valladolid «porque diz que non avía razón ni causa para ser dicha sentencia como se diera, pues non usava de oficio prohibido nin bedado e persona alguna no quexava della, nin fiziera cosa que non deviese, e le era aprovada por expiriencia o por carta de examen, el contra lo qual nin contra cosa alguna della non avía ydo nin pasado».»
Los jueces de Valladolid enviaron oficio al licenciado Tapia para que se presentara en la Real Chancillería con toda la documentación procesal generada, para que ante ellos defendiese el veredicto. No lo hizo, ni en persona, ni en delegación por lo que fue declarado en rebeldía, quedando la apelación conclusa y vista para sentencia.

### La sentencia definitiva
Los magistrados decidieron revocar la sentencia de Tapia, pero siguiendo las disposiciones dadas por Isabel la Católica, no podía volver a ejercer la medicina hasta que no se examinara de nuevo ante persona competente, quedando bien definidas aquellas actuaciones sanitarias que podía realizar y las que no, con pena de que si no lo hiciese, podría perder sus bienes. En cuanto a las costas, quedaron estas en suspenso.
Este fallo ponderado, emitido en 1495, nos muestra cómo a las mujeres se les seguía permitiendo ejercer la medicina de forma oficial.
No sabemos si Mencía González accedió a examinarse y si siguió ejerciendo la medicina en Aranda.

## Datos personales
Nada más se sabe de esta mujer, pues en el proceso no se menciona su edad ni su estado civil ni su procedencia. Probablemente fuera una judía conversa, y el nombre de Mencía González fuera el que habría adquirido al bautizarse, todo ello según el profesor López Gómez. En cualquier caso Mencía González fue una mujer de coraje, que no se amilanó ante una arbitrariedad legal y supo defenderse ante más elevadas instancias.

## Reconocimientos
A raíz del descubrimiento de su existencia por parte del doctor López Gómez, y la publicación de los datos del proceso en el Boletín de la Institución Fernán González, el Ayuntamiento de Aranda decidió publicar un volumen dedicado al ejercicio de la medicina por parte de las mujeres, así como dedicarle una calle, en la localidad en uno de los nuevos polígonos urbanizados.
El día 8 de marzo de 2021, su biografía fue divulgada junto a las de Rosa de Lima Manzano y Josefina de Arias Miranda en las calles de Aranda.